# Championnats d'Ukraine de cyclo-cross
Les championnats d'Ukraine de cyclo-cross sont des compétitions de cyclo-cross organisées afin de décerner les titres de champion de Ukraine de cyclo-cross.

## Palmarès masculin

### Élites
| Année | Vainqueur     | Deuxième          | Troisième         |
| ----- | ------------- | ----------------- | ----------------- |
| 2000  | Kyrylo Krasov |                   |                   |
| 2001  | Kyrylo Krasov | Anatolij Varvaruk |                   |
| 2002  | Kyrylo Krasov | Dmitriv Borisiov  | Andrey Okhvatenko |

### Espoirs
| Année | Vainqueur             | Deuxième              | Troisième        |
| ----- | --------------------- | --------------------- | ---------------- |
| 2001  | Oleksandr Gareschenko | Oleksandr Troyan      | Maksym Mikiychuk |
| 2002  | Igor Bogdan           | Oleksandr Gareschenko | Oleksandr Troyan |